# Розшарування реперів
У математиці, розшаруванням реперів називається головне розшарування F(E) асоційоване із деяким векторним розшаруванням E. Шаром над точкою x у F(E) є множина всіх впорядкованих базисів, або реперів векторного простору Ex. Загальна лінійна група натурально діє на F(E) заміною базисів. Із цією дією розшарування реперів є головним GL(k, R)-розшаруванням (де k є рангом E).
Для гладкого многовиду розшарування реперів розглядають в основному для дотичного розшарування. Воно також називається дотичним розшаруванням реперів.

## Означення і побудова
Нехай E → X є дійсним векторним розшаруванням рангу k над топологічним простором X. Репером у точці x ∈ X називається впорядкований базис векторного простору Ex. Еквівалентно репер можна розглядати як лінійний ізоморфізм
{\displaystyle p:\mathbf {R} ^{k}\to E_{x}.}
Множина всіх реперів у точці x, позначається Fx. На ній задана натуральна дія загальної лінійної групи GL(k, R) невироджених k × k матриць: елемент групи g ∈ GL(k, R) діє на репер p через композицію відображень даючи в результаті репер
{\displaystyle p\circ g:\mathbf {R} ^{k}\to E_{x}.}
Із теорії систем лінійних рівнянь випливає, що дія GL(k, R) на Fx є вільною і транзитивною. Як топологічний простір, Fx є гомеоморфним до GL(k, R) однак на ньому не задається групова структура, оскільки немає однозначного "виділеного репера". 
Для розшаруванням реперів для векторного розшарування  E (позначається F(E) або FGL(E)) базовим простором є X, а загальним простором — диз'юнктне об'єднання всіх Fx:
{\displaystyle \mathrm {F} (E)=\coprod _{x\in X}F_{x}.}
Кожна точка у F(E) є парою (x, p) де x є точкою у X, p — репером у x. Проєкція π : F(E) → X розшарування реперів відправляє точку (x, p) у точку x. 
На F(E) можна задати дію групи GL(k, R) справа у межах шару як вище. Дія цією групи є вільною, а орбітами є шари розшарування.
На розшаруванні реперів F(E) можна ввести природну топологію і структуру локально тривіального розшарування визначені векторним розшаруванням E. Нехай (Ui, φi) будуть локальними тривіалізаціями для E. Тоді для кожної точки x ∈ Ui існує лінійний ізоморфізм φi,x : Ex → Rk. Звідси також одержується бієкція
{\displaystyle \psi _{i}:\pi ^{-1}(U_{i})\to U_{i}\times \mathrm {GL} (k,\mathbf {R} )}
задана як
{\displaystyle \psi _{i}(x,p)=(x,\varphi _{i,x}\circ p).}
Із цими бієкціями на кожному π−1(Ui) можна ввести топологію простору Ui × GL(k, R) (після чого {\displaystyle \psi _{i}} стануть гомеоморфізмами). Топологія на F(E) є фінальною топологією коіндукованою відображеннями включення π−1(Ui) → F(E).
При такій топології F(E) стає головним локально тривіальним розшаруванням над X із структурною групою GL(k, R) і локальними тривіалізаціями ({Ui}, {ψi}).
Усі побудови і означення можна також розглядати у категорії гладких многовидів: якщо E є гладким векторним розшаруванням над гладким многовидом M тоді на розшаруванні реперів E можна ввести структуру головного гладкого розшарування над M.

## Асоційоване векторне розшарування
Векторне розшарування E і його розшарування реперів F(E) є асоційованими розшаруваннями. Одне розшарування повністю визначає інше. Розшарування реперів F(E) можна одержати із E як вище.
Для лінійного представлення ρ : GL(k, R) → GL(V,F) існує векторне розшарування
{\displaystyle \mathrm {F} (E)\times _{\rho }V}
асоційоване із F(E) яке задається як добуток F(E) × V за модулем відношення еквівалентності (pg, v) ~ (p, ρ(g)v) для всіх g у GL(k, R). Нехай класи еквівалентності позначаються як [p, v].
Векторне розшарування E є натурально ізоморфним розшаруванню F(E) ×ρ Rk де ρ є фундаментальним представленням GL(k, R) на Rk. Ізоморфізм задається як
{\displaystyle [p,v]\mapsto p(v)}
де v є вектором у Rk і p : Rk → Ex є репером у точці x. 
Будь-яке векторне розшарування асоційоване із E можна одержати у подібний спосіб. Наприклад, двоїсте розшарування до E задається як F(E) ×ρ* (Rk)* де ρ* є двоїстим фундаментальним представленням. 

## Дотичні розшарування реперів
Для гладких многовидів M переважно розглядають розшарування реперів асоційоване із дотичним розшаруванням M. Таке розшарування реперів M часто позначається FM або GL(M) замість F(TM). Якщо многовид M є n-вимірним, то дотичне розшарування має ранг n, а розшарування реперів M є головним GL(n, R) розшаруванням над M.

### Гладкі репери
Перетин розшарування реперів M називається гладким репером на M. Із загальних результатів для головних розшарувань випливає, що розшарування реперів є тривіальним над будь-якою відкритою множиною U у M для якої існує гладкий репер. Для такого гладкого репера s : U → FU, тривіалізація ψ : FU → U × GL(n, R) задається як
{\displaystyle \psi (p)=(x,s(x)^{-1}\circ p)}
де p є репером у точці x. Як наслідок для многовиду існують векторні поля, що утворюють базис дотичних просторів у всіх точках якщо і тільки якщо для розшарування реперів M існує глобальний перетин.
Оскільки дотичне розшарування M є тривіальним над координатними околами M то і розшарування реперів є над ними тривіальними. Для координатного околу U із координатами (x1,…,xn) координатні векторні поля
{\displaystyle \left({\frac {\partial }{\partial x^{1}}},\ldots ,{\frac {\partial }{\partial x^{n}}}\right)}
задають гладкий репер на U. 

### Тавтологічна форма
Розшарування реперів многовиду M є окремим випадком головних розшарувань і його геометрія є фундаментально пов'язана із геометрією M. Цей зв'язок можна описати за допомогою векторозначної 1-форми, яка називається тавтологічною 1-формою.  Нехай x є точкою многовида M і p — репером у точці x, тобто
{\displaystyle p:\mathbf {R} ^{n}\to T_{x}M}
є лінійним ізоморфізмом Rn і дотичного простору M у точці x. Тавтологічна форма на FM є Rn-значною 1-формою θ заданою як
{\displaystyle \theta _{p}(\xi )=p^{-1}\mathrm {d} \pi (\xi )}
де  ξ є дотичним вектором до FM у точці (x,p), відображення p−1 : TxM → Rn є оберненим до відображення у означенні репера, а dπ є диференціалом проєкції π : FM → M. Дана форма є горизонтальною тобто її значення є нульовим на векторах дотичних до шарів π і також
{\displaystyle R_{g}^{*}\theta =g^{-1}\theta }
де Rg є відображення правої дії елемента g ∈ GL(n, R). Горизонтальні форми, що задовольняють цю рівність називаються базовими або тензорними формами на FM. Такі форми перебувають у бієктивній відповідності із TM-значними 1-формами на M і у бієктивній відповідності  із гладкими відображеннями розшарувань TM → TM над M. У цій останній відповідності θ є відповідником тотожного відображення на TM.

## Ортонормальне розшарування реперів
Якщо на векторному розшаруванні E задано ріманова метрика розшарування, то кожен шар Ex є не лише векторним простором, а на ньому заданий також скалярний добуток. Тоді можна розглядати множину всіх множина всіх ортонормальних реперів у Ex. Ортонормальним репером для Ex є впорядкований ортонормальний базис для Ex або, еквівалентно, лінійна ізометрія
{\displaystyle p:\mathbf {R} ^{k}\to E_{x}}
де на Rk задано стандартний скалярний добуток. Ортогональна група O(k) діє вільно і транзитивно на множині всіх ортонормальних реперів.
Загальним простором ортонормального розшарування реперів для розшарування E (позначається FO(E)) є множина всіх ортонормальних реперів у кожній точці x базового простору X. Ортонормальне розшарування реперів рангу k для ріманового векторного розшарування E → X є головним O(k)-розшаруванням над X. Знову ж всі побудови можна розглядати також у категорії гладких многовидів.
Якщо векторне розшарування E є орієнтовним тоді можна також розглянути орієнтовне ортонормальне розшарування реперів для E, що позначається FSO(E) і є головним SO(k)-розшаруванням всіх додатно орієнтованих ортонормальних реперів.
Якщо M є n-вимірним рімановим многовидом, то ортонормальне розшарування реперів M, позначається FOM або O(M) і є за означенням ортонормальним розшаруванням реперів асоційоване із дотичним розшаруванням M (із відповідною рімановою метрикою). Якщо M є орієнтовним, то подібно дається означення орієнтовного ортонормального розшарування реперів FSOM.
Для ріманового векторного розшарування E, ортонормальне розшарування реперів є головним O(k)-підрозшаруванням загального лінійного розшарування реперів. Іншими словами включення
{\displaystyle i:{\mathrm {F} }_{\mathrm {O} }(E)\to {\mathrm {F} }_{\mathrm {GL} }(E)}
є головним відображенням розшарування.

## G-структури
Якщо на гладкому многовиді M задана деяка додаткова структура часто виникає потреба розглядати підрозшарування розшарування реперів M яке узгоджується із цією структурою. Наприклад, якщо M є ріманів многовид то природно виникає поняття ортонормального розшарування реперів M. 
Загалом, якщо M є гладким n-многовидом і G є підгрупою Лі групи GL(n, R) то G-структурою на M називається головне G-розшарування FG(M) над M із G-узгодженим відображенням розшарувань
{\displaystyle {\mathrm {F} }_{G}(M)\to {\mathrm {F} }_{\mathrm {GL} }(M)}
над M.
Прикладами таких структур є:
- Ріманова метрика на M породжує O(n)-структуру на M.
- Для орієнтовного многовиду існує орієнтовне розшарування реперів яке є GL+(n, R)-структурою на M.
- Форма об'єму на M задає SL(n, R)-структуру на M.
- На 2n-вимірному симплектичному многовиді існує натуральна Sp(2n, R)-структура.
- На 2n-вимірному комплексному або майже комплексному многовиді існує натуральна GL(n, C)-структура.

У багатьох із цих випадків G-структура на M однозначно визначає відповідну структуру на M. Наприклад, SL(n, R)-структура на M визначає відповідну форму об'єму на M. Проте в деяких випадках, зокрема для симплектичних і комплексних многовидів, необхідні додаткові умови інтегровності. Sp(2n, R)-структура на M однозначно задає невироджену 2-форму на M але для того щоб M був симплектичним многовидом ця 2-форма має бути замкнутою.